# فرانسواز جارنر
فرانسواز جارنر (بالفرنسية: Françoise Garner)‏ هي مغنية أوبرا فرنسية، ولدت في 17 أكتوبر 1933 في Nérac ‏ في فرنسا.